# 千鳥 (狂言)
千鳥（ちどり）は狂言の演目のひとつ。酒屋から酒をただで手に入れようと画策する太郎冠者と、それをさせまいとする酒屋の主人のやり取りを謡ったもの。

## 登場人物
- シテ：太郎冠者
- アド：酒屋の主人
- アド：主

## あらすじ
ある日の急な来客に、家の主は太郎冠者を呼びつけ、酒屋へいって酒を貰ってくるよう命じた。しかし、太郎冠者は「前の支払いが終わっていないので、きっと譲ってはくれないでしょう」と諫言する。主はうまく取ってこられたら褒美をやると約束し、太郎冠者を無理矢理追い立てた。
酒屋の主人に酒を無心してみるが、案の定、前回の支払いが終わらねば渡す事は出来ぬと突っぱねる。思案した太郎冠者は珍品を好む酒屋の主人に面白い話を聞かせ、その隙をついて酒をかっぱらう事を思いつく。そして、「津島祭りで見た千鳥を取る話をしよう」と仕形話を始める。酒屋の主人に囃させ、謡い舞いながら隙を見て酒樽に手をかけるが、失敗する。再度流鏑馬の話をして気を引こうとするも、用心した酒屋の主人は酒樽を話に使わぬよう釘をさされる。太郎冠者は木杖にまたがり、流鏑馬の騎手の態で一回りしながら酒樽を担ぎ、一目散に逃げ出す。